# Leuvenheim
Het dorp Leuvenheim is gelegen aan de IJssel, in de gemeente Brummen, in de Nederlandse provincie Gelderland. Het dorp had op 1 januari 2023 735 inwoners in zowel de dorpskern als het buitengebied. In het dorp zijn geen winkels voor dagelijkse boodschappen, hiervoor moet men naar het dorp Brummen of Dieren. In het dorp is een basisschool, "De Rietgors".
Het dorp kent diverse verenigingen, zoals de Tennisclub "LTC", de badmintonvereniging, de Oranjevereniging. "Leuvenheims Belang" zet zich in voor het welzijn van de inwoners.
De oudste vermelding van Leuvenheim stamt uit 1046. In dat jaar kreeg bisschop Bernulfus van keizer Hendrik III de stad Deventer en een graafschap in Hamaland, ook wel de Pago Isola of IJsselgouw genoemd. Leuvenheim (Louene) wordt genoemd als een van de grensplaatsen. Andere historische spellingsvarianten op de plaatsnaam zijn Lovenen (1400), Lavenem (1440), Lovenhem (1550) Lovenem en Loivenom (1640), Löfen (1650), Loevenich (1700), Leuven (1750) en Leuvenheim vanaf 1781.

## Station Leuvenheim
Leuvenheim ligt aan de doorgaande spoorlijn Arnhem-Zutphen en had ooit een eigen station. In de toenmalige terminologie was er sprake van een halte (stopplaats), dat wil zeggen dat de treinen er enkel op verzoek stopten. De stopplaats Leuvenheim was van 1882 tot 1917 in gebruik. De halte was bedongen door de eigenaar van het landgoed De Wildbaan, de heer Metelerkamp, als tegenprestatie voor het aanleggen van de spoorlijn over zijn grondgebied.